# Eunoumeana maoriata
Eunoumeana maoriata là một loài bướm đêm trong họ Geometridae.